# Tam Đường
Tam Đường là một huyện vùng cao thuộc tỉnh Lai Châu, Việt Nam.

## Địa lý
Huyện Tam Đường nằm ở phía đông của tỉnh Lai Châu, có vị trí địa lý:
- Phía đông giáp thị xã Sa Pa và huyện Bát Xát thuộc tỉnh Lào Cai
- Phía tây giáp thành phố Lai Châu và huyện Sìn Hồ
- Phía nam giáp huyện Tân Uyên
- Phía bắc giáp huyện Phong Thổ.

## Hành chính
Huyện Tam Đường có 13 đơn vị hành chính cấp xã trực thuộc, bao gồm thị trấn Tam Đường (huyện lỵ) và 12 xã: Bản Bo, Bản Giang, Bản Hon, Bình Lư, Giang Ma, Hồ Thầu, Khun Há, Nà Tăm, Nùng Nàng, Sơn Bình, Tả Lèng, Thèn Sin.

## Lịch sử
Huyện Tam Đường được thành lập vào ngày 14 tháng 1 năm 2002 theo Nghị định 08/2002/NĐ-CP của Chính phủ trên cơ sở tách thị trấn Phong Thổ và 14 xã: Bản Bo, Bản Giang, Bản Hon, Bình Lư, Hồ Thầu, Khun Há, Lản Nhì Thàng, Nà Tăm, Nậm Loỏng, Nùng Nàng, Sùng Phài, Tam Đường, Tả Lèng, Thèn Sin thuộc huyện Phong Thổ.
Khi mới thành lập, huyện Tam Đường có 82.843,7 ha diện tích tự nhiên và 52.567 người.
Ngày 26 tháng 11 năm 2003, Quốc hội ban hành Nghị quyết số 22/2003/QH11 chia tỉnh Lai Châu cũ thành hai tỉnh Lai Châu và Điện Biên, huyện Tam Đường thuộc tỉnh Lai Châu mới. Đồng thời, tỉnh lỵ tỉnh Lai Châu đặt tại thị trấn Phong Thổ thuộc huyện Tam Đường.
Ngày 10 tháng 10 năm 2004, Chính phủ ban hành Nghị định 176/2004/NĐ-CP. Theo đó:
- Thành lập thị xã Lai Châu, thị xã tỉnh lỵ tỉnh Lai Châu trên cơ sở toàn bộ diện tích và dân số của thị trấn Phong Thổ và 2 xã: Nậm Loỏng, Tam Đường và một phần diện tích, dân số của xã Sùng Phài thuộc huyện Tam Đường
- Thành lập thị trấn Tam Đường, thị trấn huyện lỵ huyện Tam Đường trên cơ sở một phần diện tích và dân số của xã Bình Lư.

Huyện Tam Đường còn lại 75.760,70 ha diện tích tự nhiên và 42.131 người với 13 đơn vị hành chính trực thuộc, gồm 1 thị trấn và 12 xã.
Ngày 27 tháng 12 năm 2006, chia xã Bình Lư thành hai xã Bình Lư và Sơn Bình; chuyển xã Lản Nhì Thàng về huyện Phong Thổ quản lý.
Ngày 8 tháng 4 năm 2008, chia xã Hồ Thầu thành hai xã Hồ Thầu và Giang Ma.
Ngày 10 tháng 1 năm 2020, Ủy ban Thường vụ Quốc hội ban hành Nghị quyết số 866/NQ-UBTVQH14 về việc sắp xếp các đơn vị hành chính cấp huyện, cấp xã thuộc tỉnh Lai Châu (nghị quyết có hiệu lực từ ngày 1 tháng 2 năm 2020). Theo đó, chuyển xã Sùng Phài về thành phố Lai Châu quản lý.
Sau khi điều chỉnh, huyện Tam Đường còn lại 662,92 km² diện tích tự nhiên và 52.470 người, có 1 thị trấn và 12 xã như hiện nay.